# Oh My Girl
Oh My Girl (kor. 오마이걸, zapis stylizowany: OH!MYGIRL i OMG) – girlsband z Korei Południowej założony w 2015 roku przez WM Entertainment. W skład zespołu wchodzą: Hyojung, Mimi, YooA, Seunghee, Yubin oraz Arin. Zespół oficjalnie zadebiutował 21 kwietnia 2015 roku wydając minialbum Oh My Girl. Pierwotnie była to ośmioosobowa grupa, ale JinE opuściła zespół w październiku 2017 roku z powodu problemów zdrowotnych, a Jiho odeszła w maju 2022 roku.

## Historia

### 2015: Debiut zOh My GirliCloser
Oh My Girl została rozreklamowana jako nowa siostrzana grupa zespołu B1A4. 29 marca 2015 roku ukazały się zdjęcia ośmiu członkiń. 20 kwietnia grupa wydała pierwszy minialbum Oh My Girl, z promującym go utworem „Cupid”. Tego samego dnia odbyły się debiutanckie showcase, a także po raz pierwszy wykonały singel w programie The Show.
21 czerwca grupa ogłosiła, że przygotowują nowy album. Drugi minialbum, zatytułowany Closer, został wydany 8 października. Płytę promował singel o tym samym tytule.
11 grudnia Oh My Girl poleciały do Los Angeles, aby wziąć udział w sesji zdjęciowej do kolejnej płyty i wystąpić podczas specjalnego wydarzenia, ale nie mogły przejść przez odprawę celną, aby wejść do USA; grupa nie miała wymaganej wizy P1.

### 2016:Pink Ocean,Listen to My Wordi pierwszy koncertSummer Fairytale
28 marca 2016 roku ukazał się trzeci minialbum Pink Ocean z promującym go utworem „Liar Liar” oraz „Han baljjag du baljjag” (kor. 한 발짝 두 발짝) wydany przed premierą płyty. Tego samego dnia, podczas showcase'u albumu Pink Ocean, podano oficjalna nazwę fanklubu – „Miracle”. Oh My Girl promowały płytę wykonując piosenki „Liar Liar” i „Han baljjag du baljjag” podczas koncertów w Hongdae i Sinchon. Na początku maja grupa występowała z utworem „Han baljjag du baljjag” przez cztery dni w programach muzycznych M Countdown, Inkigayo, Music Core i Music Bank.
26 maja 2016 roku ukazała się poszerzona edycja minialbumu Pink Ocean, zatytułowana Windy Day. Płytę promowały single „Windy Day” i „Stupid in Love”, minialbum zawierał dodatkowo chińską wersję piosenki „Liar Liar” (która została wydana na Pink Ocean wyłącznie w chińskich serwisach internetowych). 1 sierpnia zespół wydał specjalny singel fizyczny Listen to My Word (kor. 내 얘길 들어봐 Nae yaegil deul-eobwa) zawierający cztery remaki, w tym utwór tytułowy zespołu Papaya, z udziałem Skulla i Haha.
20 i 21 sierpnia Oh My Girl wystąpiły na pierwszej solowej serii koncertów, Summer Fairytale, które odbyły się w Blue Square Samsung Card Hall w Seulu. Bilety były dostępne do nabycia 22 lipca i zostały wyprzedane w ciągu trzech minut, bijąc rekord dla najszybciej wyprzedanego koncertu debiutującego zespołu.
5 sierpnia WM Entertainment wydała oświadczenie informujące o tymczasowej przerwie JinE od działalności zespołu z powodu objawów anoreksji. Pozostałe siedem członkiń będzie kontynuować działalność, podczas leczenia JinE.

### 2017:Coloring Booki odejście JinE
13 marca 2017 roku WM Entertainment ogłosiło na fanowskiej stronie Oh My Girl, że ich następny album ma zostać wydany w kwietniu. JinE nie będzie brać udziału w nadchodzących działaniach promocyjnych albumu i na rzecz dalszego leczenia i powrotu do zdrowia. WM poinformowało również, że zdrowie JinE poprawiło się od zeszłego roku, a wytwórnia skupia się na długoterminowemu leczeniu JinE. 
Piąty minialbum, Coloring Book, ukazał się 3 kwietnia wraz z promującym go singlem o tym samym tytule.
30 października WM Entertainment potwierdziło, że ze względu na długotrwałe problemy zdrowotne kontrakt JinE z agencją został rozwiązany i nie jest już częścią grupy.

### 2018:Secret Garden,Remember Mei debiut w Japonii
23 grudnia Oh My Girl opublikowały plan nadchodzącego comebacku. Bilety na drugą serię minikoncertów promujących nową płytę, zatytułowaną "Oh My Girl's Secret Garden", zostały wydane online 28 grudnia 20:00 zostały wyprzedane w ciągu dwóch minut. Pierwszy z sześciu koncertów odbył się 22 stycznia 2018 roku, a podczas każdego z nich zespół wykonał inne utwory z nowego wydawnictwa. Piąty minialbum, pt. Secret Garden, ukazał się 9 stycznia 2018 roku. Tytułowa piosenka z płyty zajęła 1. miejsce rankingu czasu rzeczywistego na stronie Bugs, a także 2. miejsce rankingów na stronach Melon, Genie, Naver oraz Soribada. Utwór „Secret Garden” przyniósł grupie pierwsze zwycięstwo w programie muzycznym The Show, a także w programie Show Champion.
Na początku marca grupa zapowiedziała comeback w kwietniu z unikalną koncepcją. 23 marca Oh My Girl udostępniły pierwsze zdjęcie promujące nowe wydawnictwo, które ukazało się 2 kwietnia. Częścią koncepcji minialbumu jest gra, a na płycie znalazły się cztery utwory, w tym jeden solowy w wykonaniu Seunghee. Minialbum Banana Allergy Monkey został wydany przez specjalny unit Oh My Girl Banhana składający się z Hyojung, Binnie i Arin, ale płyta powstała także z udziałem pozostałych członkiń.
Oh My Girl zaśpiewały także piosenkę „The Shouts of Reds 2018” (kor. 승리의 함성 2018) z albumu dopingującego z okazji mistrzostw świata – We, the Reds.
W czerwcu grupa podpisała kontrakt z Sony Music Japan. Ujawniono, że podgrupa Banhana zadebiutuje najpierw przed całym zespołem pod koniec sierpnia 2018 roku.
24 sierpnia WM Entertainment potwierdziło, że zespół wyda szósty minialbum Remember Me 10 września. Płyta ukazała się wraz z teledyskiem do tytułowej piosenki. Tytułowa piosenka z płyty zwyciężyła 18 września w programie The Show. Druga seria koncertów, pt. Autumn Fairytale, odbyła się w dniach 20-21 października.

### 2019: Album japoński,The Fifth SeasoniFall in Love
Pierwszy japoński album, pt. OH MY GIRL JAPAN DEBUT ALBUM, został wydany 9 stycznia 2019 roku. Płyta zadebiutowała na 2. pozycji listy Oricon Weekly Album, ze sprzedanymi 15 910 kopiami. 20 kwietnia, podczas fanmeetingu Miracle Today, zespół zapowiedział wydanie nowego albumu studyjnego 8 maja.
Oh My Girl wydały pierwszy koreański album studyjny, zatytułowany The Fifth Season, w dniu 8 maja. Płytę promowała piosenka The Fifth Season (SSFWL) (kor. 다섯 번째 계절 (SSFWL)). 3 lipca ukazał się drugi japoński album studyjny, pt. OH MY GIRL JAPAN 2nd ALBUM, został wydany 9 stycznia 2019 roku.
30 lipca WM Entertainment potwierdziło wydanie kolejnej płyty. Letni album specjalny pt. Fall in Love, był poszerzoną wersją albumu The Fifth Season i ukazał się 5 sierpnia. Płytę promował singel „Bungee (Fall in Love)”.
W sierpniu potwierdzono, że Oh My Girl będą uczestniczyć w programie Queendom Mnetu. W pierwszej rundzie wykonały własną piosenkę „Secret Garden” i zajęły trzecie miejsce. W drugiej rundzie grupa wykonała piosenkę „Destiny” autorstwa Lovelyz, kończąc na pierwszym miejscu. Cover ten został później wydany jako singel 20 września. W trzeciej rundzie wystąpiły z remiksem swojej piosenki „Twilight”, ponownie kończąc na pierwszym miejscu – utwór również został wydany jako singel. 25 października Oh My Girl wydały singel pt. „Guerilla”, który został wydany na minialbumie Queendom Final Comeback. W programie zajęły ostatecznie drugie miejsce.
1 października Oh My Girl ogłosiły na swojej japońskiej stronie internetowej, że trzeci japoński album pt. Eternally ukaże się 8 stycznia 2020 roku. Następnie, 30 października, została wydana japońska wersja piosenki „Bungee” – jako pierwszy singel z nowego albumu. W listopadzie grupa ujawniła listę utworów: album zawierał 4 nowe japońskie piosenki, a także nowo wydany finałowy singel z programu Queendom – „Guerrilla”. Podobnie jak w poprzednich dwóch albumach, Oh My Girl umożliwiły członkom japońskiego fanklubu zdecydować o pozostałych utworach do albumu na podstawie popularności. Eternally ukazał się cyfrowo na platformach muzycznych na całym świecie 25 grudnia, 2 tygodnie przed wydaniem fizycznym 8 stycznia 2020 roku. Poza Japonią ta cyfrowa wersja zawiera pierwsze 5 utworów z albumu.

### 2020:Nonstop
13 kwietnia 2020 roku WM Entertainment potwierdziło, że Oh My Girl powrócą w pełnym składzie, z Jiho kończącą swoją przerwę. Siódmy minialbum pt. Nonstop i teledysk do tytułowego utworu ukazały się 27 kwietnia. Zarówno singel, jak i utwór „Dolphin” zostały najwyżej notowanymi piosenkami grupy do tej pory, plasując się odpowiednio na drugim i dziewiątym miejscu listy Gaon Digital Chart. Utwór „Nonstop” zdobył 8 zwycięstw w programach muzycznych, ustanawiając rekord wygranych tego zespołu.
29 czerwca ukazała się japońska wersja piosenki „Nonstop”, 27 lipca ukazał się japoński cyfrowy singel „Lemonade”, a 24 sierpnia – „Tear Rain”.
16 sierpnia Oh My Girl wydały singel we współpracy z Pororo the Little Penguin, pod tytułem Po~MyGirl (kor. 뽀마이걸), zawierający piosenki „Supadupa” i „Bara Bam” (kor. 바라밤). Pod koniec sierpnia ukazał się cyfrowy singel „Rocket Ride” nagrany we współpracy z Keanu Silva.
23 września 2020 roku Oh My Girl ogłosiły na swojej japońskiej stronie internetowej, że wydadzą swój pierwszy japoński singel Etoile/Nonstop Japanese ver. 25 listopada 2020 roku. Płyta zawiera trzy wcześniej wydane cyfrowo utwory, które zostały wydane w ciągu ostatnich trzech miesięcy: „Nonstop” (wersja japońska), „Lemonade” i „Tear Rain”, a także nowy utwór „Etoile”, który został wydany cyfrowo na platformach muzycznych 8 października. 15 października została wydana cyfrowo koreańska wersja piosenki „Etoile” na wszystkich platformach muzycznych.

### 2021–2022:Dear OhMyGirliReal Love
16 kwietnia 2021 roku WM Entertainment ogłosiło, że Oh My Girl powrócą z ósmym minialbumem Dear OhMyGirl. Płyta ukazała się 10 maja, wraz z teledyskiem do piosenki „Dun Dun Dance”. Singel uplasował się na szczycie listy Gaon Digital Chart, jako pierwszy spośród singli zespołu.
14 lipca Oh My Girl zapowiedziały wydanie drugiego japońskiego singla  pt.Dun Dun Dance Japanese ver., który ukazał się 22 września. Na płycie znalazły się japońskie wersje wcześniej wydanych utworów – „Dun Dun Dance”, „Nonstop” oraz „Dolphin”.
23 grudnia grupa wydała singel promocyjny „Shark” za pośrednictwem Universe Music dla aplikacji mobilnej Universe.
7 lutego 2022 roku WM Entertainment zapowiedziało comeback zespołu z nowym albumem na marzec. Na początku marca wytwórnia zapowiedziała premierę drugiego koreańskiego albumu studyjnego na 28 marca. Album Real Love był promowany przez główny singel o tym samym tytule. Z kolei 30 marca ukazała się japońska kompilacja pt. OH MY GIRL BEST.
9 maja wytwórnia poinformowała, że Jiho postanowiła nie przedłużać kontraktu z WM Entertainment i opuściła grupę, a Oh My Girl będą kontynuować działalność w sześcioosobowym składzie.

## Członkinie

### Obecne
| Pseudonim                | Pseudonim   | Prawdziwe imię        | Prawdziwe imię | Data urodzenia        | Pozycja                                             |
| Latynizacja              | Hangul      | Latynizacja           | Hangul         | Data urodzenia        | Pozycja                                             |
| ------------------------ | ----------- | --------------------- | -------------- | --------------------- | --------------------------------------------------- |
| Hyojung                  | 효정        | Choi Hyo-jung         | 최효정         | 28 lipca 1994(dts)    | liderka, główna wokalistka                          |
| Mimi                     | 미미        | Kim Mi-hyun           | 김미현         | 1 maja 1995(dts)      | główna raperka i tancerka, wokal wspomagający       |
| YooA                     | 유아        | Yoo Yeon-joo Yoo Si-a | 유연주 유시아  | 17 września 1995(dts) | główna tancerka, prowadząca wokalistka, twarz grupy |
| Seunghee                 | 승희        | Hyun Seung-hee        | 현승희         | 25 stycznia 1996(dts) | główna wokalistka                                   |
| Yubin (wcześniej Binnie) | 유빈 (비니) | Bae Yu-bin            | 배유빈         | 9 września 1997(dts)  | wokal wspomagający                                  |
| Arin                     | 아린        | Choi Ye-won           | 최예원         | 18 czerwca 1999(dts)  | wokal wspomagający, tancerka, maknae                |

### Byłe
| Pseudonim   | Pseudonim | Prawdziwe imię | Prawdziwe imię | Data urodzenia        | Pozycja                                 |
| Latynizacja | Hangul    | Latynizacja    | Hangul         | Data urodzenia        | Pozycja                                 |
| ----------- | --------- | -------------- | -------------- | --------------------- | --------------------------------------- |
| JinE        | 진이      | Shin Hye-jin   | 신혜진         | 22 stycznia 1995(dts) | wokal wspomagający                      |
| Jiho        | 지호      | Kim Ji-ho      | 김지호         | 4 kwietnia 1997(dts)  | prowadząca wokalistka, tancerka, visual |

## Dyskografia
| Dyskografia koreańska Albumy studyjne The Fifth Season (2019) Fall in Love (2019; repackage) Real Love (2022) Minialbumy Oh My Girl (2015) Closer (2015) Pink Ocean (2016) Windy Day (2016; repackage) Coloring Book (2017) Secret Garden (2018) Banana Allergy Monkey (2018; Oh My Girl Banhana) Remember Me (2018) Nonstop (2020) Dear OhMyGirl (2021) Golden Hourglass (2023) Single CD Listen to My Word (2016) | Dyskografia japońska Albumy studyjne OH MY GIRL JAPAN DEBUT ALBUM (2019) OH MY GIRL JAPAN 2nd ALBUM (2019) Eternally (2020) |